# Geno Carlisle
Geno Marcellus Carlisle (Grand Rapids, 13 agosto 1976) è un ex cestista statunitense.
È figlio dell'ex cestista Clarence Carlisle (selezionato al draft NBA 1973 ma rilasciato il giorno seguente) e fratello maggiore di Don Carlisle, anch'egli cestista.

## Carriera
Uscito dalla Università della California - Berkeley nel 1999 e non selezionato al draft NBA, ha iniziato la carriera nelle leghe minori americane CBA e ABA.

Carlisle nel 2001 a Varese

Proprio dalla ABA, di cui era capocannoniere con 22,8 punti di media, la Pallacanestro Varese lo preleva nel febbraio 2001 a stagione inoltrata al fine di sostituire Herb Jones, tagliato per motivi di rendimento. In quel momento, la squadra lottava per evitare l'ultima posizione in classifica. Alla prima partita in Serie A1, Carlisle realizza 33 punti nella sconfitta di Udine (con 9/17 al tiro da tre), poi alla partita successiva segna 38 punti nella vittoria sui futuri campioni d'Italia e d'Europa della Virtus Bologna. Disputa complessivamente 10 partite, ovvero le ultime 10 giornate della regular season, chiudendo a 24,7 punti di media, con anche un season high di 41 punti nella sconfitta a Montecatini. Nonostante alcune turbolenze, anche da parte dello stesso Carlisle, Varese raggiunge la salvezza.
Nel maggio 2001 gioca quattro partite dei play-off del campionato spagnolo con la maglia dell'Estudiantes, dove sostituisce temporaneamente l'infortunato Marlon Garnett. In queste gare, di una serie persa 1-3 contro il Tau Vitoria, Carlisle segna rispettivamente 18, 37, 22 e 16 punti.
Nel 2001-2002 inizia la stagione con i Las Vegas Slam (lega ABA) e con i greci del Dafni, ma nell'aprile 2002 approda alla Scandone Avellino per le ultime 6 gare del campionato di Serie A, nelle quali viaggia a 17,7 punti di media.
Successivamente gioca in Venezuela e negli Stati Uniti (D-League), poi si unisce nuovamente a campionato in corso ad una squadra italiana, in questo caso il Basket Club Ferrara militante in Legadue, la seconda serie nazionale. In Emilia viene chiamato a sostituire il tagliato Brian Tolbert. Il rendimento di Carlisle nei 13 incontri disputati con i bianconeri è di 15,7 punti di media.
Dopo un ritorno nella lega ABA e una tappa in Kuwait, Carlisle riesce a raggiungere per la prima volta la NBA con la chiamata da parte dei Portland Trail Blazers, con cui tra il novembre e il dicembre 2004 colleziona 6 presenze.
Prosegue infine la sua carriera tra le minors americane, con anche, nel frattempo, una parentesi in Portogallo al Benfica e una in Turchia al Pınar Karşıyaka.

## Palmarès
- Campione NIT (1999)